# Метт Беррі
Метью Чарльз (Метт) Беррі (англ. Matthew Charles "Matt" Berry; нар. 2 травня 1974) — англійський актор, комік, музикант і письменник. Найбільш відомий своїми ролями в комедійних серіалах: «The IT Crowd», «Garth Marenghi's Darkplace», «The Mighty Boosh», «Snuff Box», «Чим ми займаємося в тінях», «Toast of London». Останній серіал приніс йому премію BAFTA 2015 року за найкращу чоловічу роль у комедійній телепрограмі. Як музикант, Метт Беррі випустив дев'ять студійних альбомів.

## Вибрана фільмографія
- 2004 — Garth Marenghi's Darkplace
- 2004 — Майті Буш
- 2006 — Snuff Box
- 2009 — Місяць
- 2012 — Білосніжка та мисливець
- 2007—2013 — The IT Crowd
- 2015 — Губка Боб: Життя на суші
- 2014—2015 — House of Fools
- 2015 — Спільнота
- 2018 — Крістофер Робін
- 2019 — Year of the Rabbit
- 2019 — Twelve Forever
- 2019—2020 — Moominvalley
- 2012—2020 — Toast of London
- 2020 — Губка Боб: Втеча Губки
- 2021 — Варта
- 2019—2021 — Чим ми займаємося в тінях
- 2018—2021 — Розчарування
- 2024 — Дикий робот